# Josef Ofenböck
Josef Ofenböck (* 4. April 1919 in Katzelsdorf; † 16. November 1975 in Wiener Neustadt) war ein österreichischer Politiker (ÖVP) und Verwaltungsbeamter. Er war von 1966 bis 1975 Abgeordneter zum Nationalrat.

## Leben
Josef Ofenböck besuchte die Volks- und Hauptschule und erlernte den Beruf des Schriftsetzers. Mit Beginn des Zweiten Weltkriegs wurde er in die Deutsche Luftwaffe eingezogen, und als Pilot für Transportflieger eingesetzt. 
Nach Ende des Krieges legte er die Externisten-Reifeprüfung an der Universität Wien ab. Ofenböck trat 1946 in den Dienst des Landes Niederösterreich und wurde 1951 Bürodirektor der Bezirkshauptmannschaft Wiener Neustadt.

## Politik
Politisch war er ab 1955 als geschäftsführender Gemeinderat in Katzelsdorf aktiv, zudem war er ab 1959 Hauptbezirksobmann des ÖAAB Wiener Neustadt und ab 1968 Mitglied des ÖAAB-Bundesvorstandes. Er vertrat die ÖVP zwischen dem 30. März 1966 und dem 16. November 1975 im Nationalrat. 